# Анри Корне
Анри Корне (фр. Henri Cornet; 4. август 1884 — 18. март 1941), био је француски професионални бициклиста од 1904. до 1912. године. Највећи успеси су му освајање Тур де Франса 1904. и Париз—Рубеа 1906. године.

## Каријера
Корне је рођен у Девру, у сјеверо-западном региону Француске. Није познато зашто је променио име из Анри Жарде у Анри Корне. Био је талентован аматер, 1903. освојио је Париз—Хонфлур трку. Професионалну каријеру почео је 1904. године и исте године је возио Тур де Франс. Газда Тура, Дегранж, представио га је читаоцима "Аута" дајући му надимак шаљивџија. На Туру, возачи су ишли возом, аутомобилима. Победник првог Тура, Морис Гарин, добио је храну од директора када је одбијено да се да другим возачима. Незадовољство навијача је кулминирало на успону "Кол де ла Република", када су претукли возаче и престали су тек када је Гарин пуцао из пиштоља. Након много жалби на варање, прва четворица су дисквалификована од стране Француске бициклистичке уније, победа је припала Корнеу, који је завршио Тур на петом месту, три сата иза Гарина. Дегранж је изјавио да више никад неће покренути Тур. Корне је најмлађи победник Тура, са 19 година, 11 месеци и 20 дана.
Наредне године, Корне се повукао током четврте етапе, а освојио је треће место на класицима Париз—Рубе и Бордо—Париз.
1906. Корне је освојио другу велику трку, Париз—Рубе, док је на Бордо—Париз класику освојио друго место. На Тур де Франсу није учествовао.
У наредним годинама није успио да оствари неку велику победу, 1908. завршио је Тур на осмом месту, а у наредна четири покушаја, није успио да буде у топ 10.

## Крај каријере и смрт
Корне је задњи Тур де Франс возио 1912. године, завршивши на 28 месту. Вратили су му се проблеми са здрављем, што је довело до краја његове каријере. Са вожњом је престао почетком првог светског рата. Покренуо је бизнис са бициклима. Умро је у болници, након операције. Улица у Прион ле Жијону је добила име по њему.